# Palác Erdödy-Drašković
Palác Erdödy-Drašković v Záhřebu (chorvatsky Palača Erdödy-Drašković) je někdejší šlechtický palác v chorvatské metropoli Záhřebu, na adrese Opatička 29 v městské části Horním Město (chorvatsky Gornji Grad). Objekt, v němž je v současné době umístěn Chorvatský státní archiv, je chráněn jako kulturní památka, uvedená v seznamu chorvatských kulturních památek pod číslem Z-2582.

## Historie
Palác byl zbudován úpravou městských hradeb ze 13. století. Z vnitřní strany přiléhá k ulicím Opatička a Dimitrije Demetera.   
Vznikal postupně po částech, od hradeb směrem k vnitřku města. Pozdně barokní dvoupatrová část paláce byla vybudována v závěru 18. století z rozhodnutí tehdejšího hraběte Alexandra z Erdődy. Vznikla na ploše, která se uvolnila po požáru v 30. letech 18. století. Později ji ještě doplnila jednopratrová křídla, která vznikla v 30. letech 19. století. Vznikla v klasicistním stylu a přiléhají ke dvěma již zmíněným ulicím. O jejich vzniku rozhodl František Xaver Drašković, to je také důvod, proč název stavby odkazuje na jména obou šlechtických rodů. V téže doby byl také celý areál paláce propojen jako jeden celek a v uvedené podobě zůstal do současnosti.
V polovině 19. století bylo vybudováno nové průčelí stavby v souvislosti se zbořením městské brány, která se nacházela v bezprostřední blízkosti stavby.  
Po Draškovićích jej vlastnil nějakou dobu Ivan Kuković a později jej získal v roce 1850 stát. Ten sem umístil budovu finančního ředitelství pro Chorvatsko a Slavonii. Od roku 1878 je objekt jedním celkem i z hlediska poštovního, neboť má jedno číslo popisné.
Vlastníkem budovy byl v 21. století Chorvatský státní archiv. Ten zde sídlí již od roku 1947.